# بیلی بیر (بازیکن فوتبال)
بیلی بیر (انگلیسی: Billy Beer; ۴ ژانویهٔ ۱۸۷۹ – مارس ۱۹۴۱ (۶۲ ساله)) بازیکن فوتبال اهل بریتانیا بود.
از باشگاه‌هایی که در آن بازی کرده‌است می‌توان به باشگاه فوتبال بیرمنگام سیتی و باشگاه فوتبال شفیلد یونایتد اشاره کرد.